# St. Bruder Konrad (Spexard)

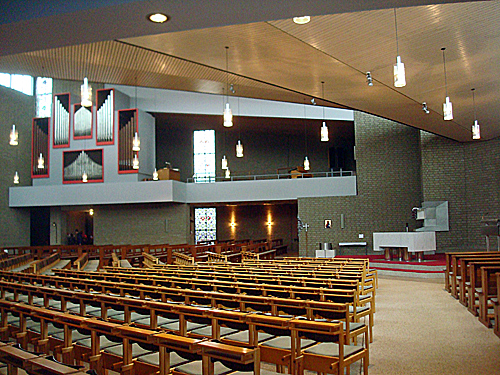
Blick in den Innenraum

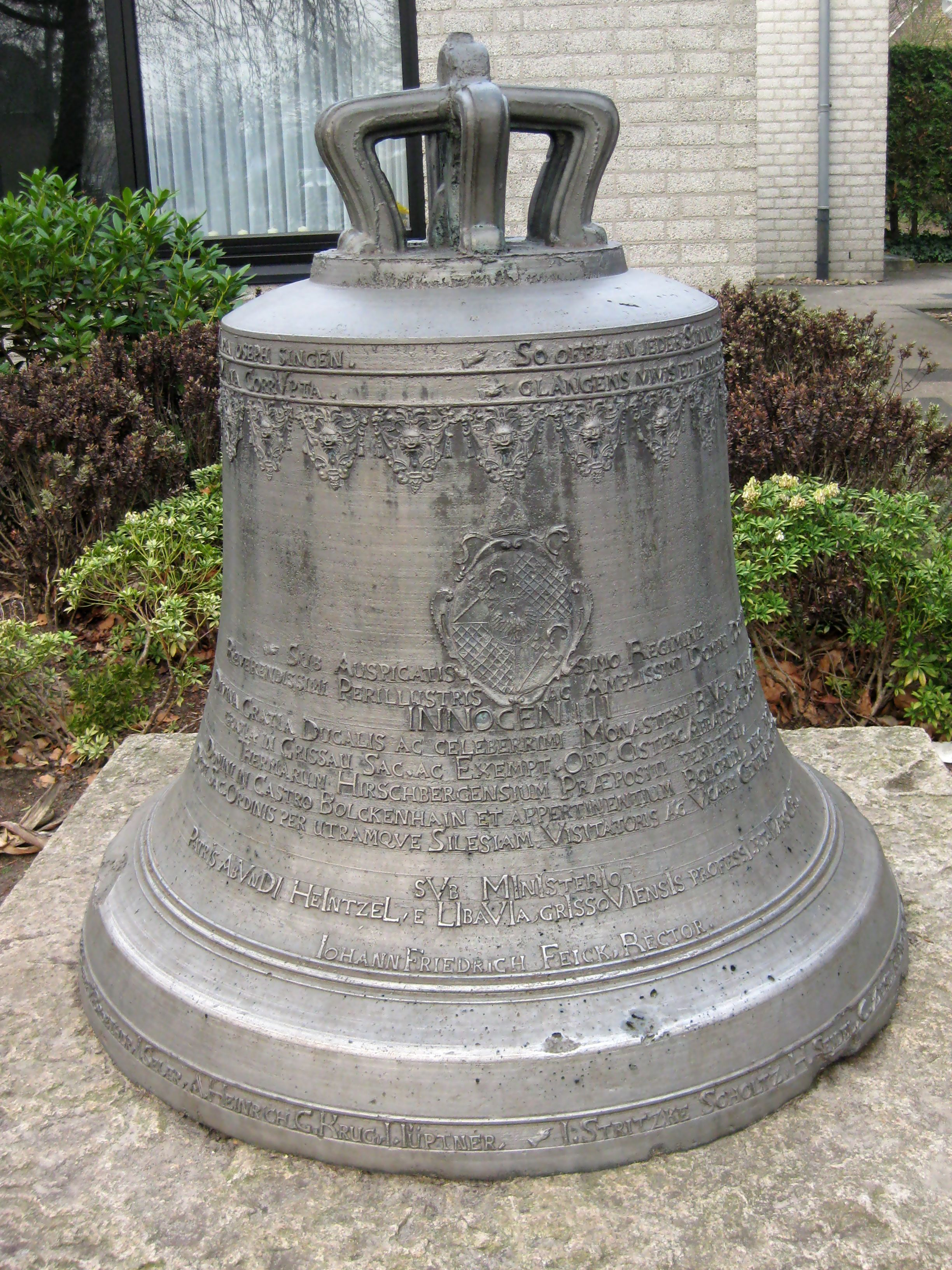
Glocke an der Bruder-Konrad-Kirche

St. Bruder Konrad ist eine katholische Pfarrkirche in Spexard, einem Ortsteil im ostwestfälischen Gütersloh in Nordrhein-Westfalen, Deutschland. Kirche und Gemeinde gehören zum Pastoralverbund Gütersloh-Süd im Erzbistum Paderborn.

## Barackenkirche
Am 24. März 1935 gründete sich ein Kirchbauverein in Spexard mit dem Ziel, eine eigene Pfarrkirche zu errichten. Dem Verein wurde ein Grundstück zur Verfügung gestellt, aber die Mutterpfarrei St. Pankratius verweigerte den Neubau.
Zum Ende des Zweiten Weltkrieges wurde der Weg zur Kirche jedoch immer gefährlicher. In einer Sperrholzfabrik konnte ein Betriebsraum zum Gottesdienstraum hergerichtet werden. Am ersten Advent 1944 konnte die erste Heilige Messe gelesen werden. Am 13. Mai 1945 – Fest Christi Himmelfahrt – berief der Pfarrer von St. Pankratius eine Versammlung ein, die den Beschluss fasste, eine eigene Kirche in Spexard zu errichten. Die Arbeiten begannen bereits am nächsten Tag.
Von den Amerikanern konnten zwei alte Militärbaracken erworben werden. Diese wurden abgetragen und als Kirche wieder aufgebaut. Da Baumaterialien knapp waren, spendete jedes Gemeindemitglied, was es über hatte. Für die Fenster wurde Altglas gesammelt, nach Farben sortiert und ins Sauerland gebracht. Dort wurde es eingeschmolzen und zu Fenstern verarbeitet.
Anstatt einer Orgel wurde das Harmonium, was bereits in der Fabrikhalle stand, auf die Orgelbühne verbracht. Erst 1955 wurde dies durch eine Orgel der Firma Kemper in Lübeck mit zwei Manualen und zehn Registern ersetzt.
Eifrige Frauen der Gemeinde haben acht Tage an der Kirchenwäsche genäht. Für die Altarwäsche wurde Spitze aus der Abtei Varensell geholt und zu Decken verarbeitet. Auch zwei Messgewänder entstanden in dieser Zeit.
Am 31. März 1946 weihte Erzbischof Lorenz Jaeger die Kirche. Als Patron hatte die Gemeinde den Bauernsohn und Kapuzinerbruder Konrad von Parzham erkoren.
Eigentlich sollte diese Kirche nur eine Notlösung sein. Dennoch wurde der Kirchbau immer weiter vervollständigt. So wurden in die Kirche eine Mutter-Gottes-Statue, eine Herz-Jesu-Figur und ein großes Ölbild von Bruder Konrad gebracht. 1950/51 wurde die Kirche um einen Kirchturm erweitert.

## Zweiter Kirchbau
In den nächsten Jahren wuchs die Gemeinde in Spexard markant an und der vorhandene Kirchbau wurde zu klein. Aus diesem Grunde wurde am 18. Juni 1967 der zweite Spexarder Kirchbauverein gegründet. Jedes Mitglied zahlte monatlich 1,- DM in die Kasse, zwei Opferstöcke wurden in der alten Kirche angebracht und viermal im Jahr eine Sonderkollekte für einen neuen Kirchbau durchgeführt.
Es wurde ein Architektenwettbewerb durchgeführt, die dabei eingereichten Entwürfe wurden im Erzbischöflichen Generalvikariat in Paderborn und im Juli 1970 in Schaufenstern in Spexard vorgestellt. Im Oktober des Jahres erhielt der Bielefelder Architekt Joachim Georg Hanke den Auftrag und reichte im Dezember eine endgültige Planung in Paderborn ein. Die Spendensummen des Kirchenbauvereins beliefen sich mittlerweile auf 142.000 DM.
Einige Monate später kam die Genehmigung aus Paderborn. Die Baukosten wurden auf 1,6 Millionen DM geschätzt, von denen das Erzbistum rund zwei Drittel übernehmen wollte. Um die zusätzlich nötige Finanzierung zu erreichen, wurden mehrere Gemeindefeste veranstaltet, die jährlich weitere 26.000 DM in die Kasse des Kirchbauvereins brachten.
Im Oktober 1971 brannte das alte Jugendheim neben der Barackenkirche bis auf die Grundmauern nieder. Man plante nun einen Neubau des Jugendheims an derselben Stelle. Im November des Jahres begann die Ausschreibung der Bauarbeiten an der Kirche. Am 24. März 1972 konnte der Grundstein gelegt werden, in den eine Urkunde eingemauert wurde, die vom Kirchenvorstand, Kirchbauverein und von Pater Josef Davits CSSp unterschrieben war. Am 9. Juni 1972 wurde das Richtfest des neuen Pfarrzentrums gefeiert. Der Kirchenbauverein hatte zu diesem Zeitpunkt 245.000 DM Spenden gesammelt. Das Dach konnte noch 1972 gedeckt werden.
Im April 1973 wurde mit der Gestaltung der Außenanlagen der Kirche begonnen. Am 7. Juni 1973 konnte mit Hilfe der Freiwilligen Feuerwehr Spexard die Einrichtung von der alten Kirche in den Neubau überführt werden. Am Tag darauf wurde die erste heilige Messe in der noch ungeweihten Kirche gelesen. Am 2. Dezember 1973 öffnete das Gemeindezentrum erstmals seine Pforten. Ende des Jahres waren 395.000 DM an Spenden zusammengekommen.
Im Februar 1974 wurde die Orgel aus der Barackenkirche in die neue Bruder-Konrad-Kirche eingebaut. Zuvor wurde sie überarbeitet und um sieben Register erweitert. Am 5. April des Jahres war auch der Altarraum ausgestaltet. Mittlerweile beliefen sich die Kosten für den Bau auf bereits 1,8 Millionen DM. Der Kirchbauverein konnte 410.000 DM an Spenden dazugeben. Am 11. Mai 1974 wurde die Kirche durch den Weihbischof Friedrich Maria Rintelen geweiht. Dem Weihbischof zur Seite standen Vikar Kuhne aus Paderborn, Dechant Norbert Henkel (St. Clemens Rheda), Pfarrer Bernhard Frühauf (St. Pankratius) und Pfarrvikar Josef Davits. In den Altar wurden Reliquien der Märtyrer Speciosus und Gaudiosa eingelassen.
Am 20. Juli 1974 empfing Wilhelm Steckling, der spätere Bischof von Ciudad del Este, durch den Bischof von Kimberley, Erwin Hecht OMI, das Sakrament der Priesterweihe in der Bruder-Konrad-Kirche. 
Da die Kirche bis zum Abschluss des Baus nicht vollständig finanziert war, brauchte die Gemeinde noch bis 1978, um die Schulden komplett zu tilgen. Nun wollte die Gemeinde den Turm umbauen, der von der Vorgängerkirche übernommen wurde. Im Dezember 1978 wurde mit der Verstärkung der Fundamente begonnen. Der Kirchturm wurde danach mit Klinker verkleidet. Diese Arbeiten dauerten bis zum Juni 1979 an. Am 17. September 1979 konnte für den Turm mit dem Aufsetzen der Edelstahlbekrönung Richtfest gefeiert werden. Die Skulptur auf dem Turm, ein Kreuz mit stilisiertem Nagelkopf, ist ein Werk des Bildhauers Otto Herbert Hajek. Das ungewöhnliche Objekt sollte von der naheliegenden Bundesautobahn 2 sichtbar sein; die Anfang der 1970er Jahre geäußerte Idee, die Kirche zur Autobahnkirche erklären zu lassen, wurde aber nicht weiter verfolgt.
Am 22. Oktober 1980 wurde der Kirchbauverein aufgelöst. In der Gesamtzeit seines Bestehens konnte er Spenden in Höhe von 755.000 DM für den Kirchbau in Spexard aufbringen.
1981 wurden die neuen Glocken geweiht und zum 1. November 1982 wurde die ehemalige Pfarrvikarie von St. Pankratius zur eigenständigen Pfarrei erhoben.
Schäden am Kirchendach, die durch Steinmarder verursacht worden waren, nahm der Kirchenvorstand im November 2003 zum Anlass, eine umfassende Renovierung der Kirche und des Pfarrheims zu beschließen. Im April 2005 wurde das Dach komplett, die Bodenbeläge teilweise ersetzt. Der Innenbereich wurde heller gestaltet, die Beleuchtung neu konzipiert und eine moderne Heizung installiert. Die Kosten für die Renovierung beliefen sich auf 695.000 Euro, von denen das Erzbistum Paderborn 442.600 Euro übernahm.
Im Februar 2020 wurde bekannt, dass die Stadt Gütersloh den Bau in ihre Denkmalliste aufnehmen will. In der Begründung heißt es, die Kirche sei „bedeutsam für die Ortsgeschichte des Gütersloher Stadtteils Spexard, da sie die nach dem Zweiten Weltkrieg neu entstandene Glaubensverteilung der Bevölkerung des Ortes verdeutlich und damit Zeugnis für die Veränderung einer Jahrhunderte bestandenen Situation ist.“ Die Kirche sei Beispiel für die Architektur der 1970er-Jahre in plastischer Baukörpergliederung mit Verzicht auf hierarchische Gliederung, mit der Ergänzung von Nebenbauten und Freiflächen und dem baulich nicht hervorgehobenen Eingang. Das Baudenkmal umfasst das Äußere und Innere der Kirche und das Gemeindezentrum, ebenso den Altar, Taufbecken, Tabernakel, Oster- und weitere Leuchter sowie ein gut zwei Meter hohes Kruzifix aus dem zweiten Viertel des 20. Jahrhunderts.